# 1ABBA1 3500
La 161 AE 1 est une ancienne locomotive électrique du PLM, devenue 1ABBA1 3501 lors de sa renumérotation quand elle intègre le parc moteur de la SNCF.
C'est un des prototypes destinés à l'exploitation de la ligne de la Maurienne électrifiée par troisième rail en courant continu à la tension de 1,5 kV. Conçue pour la traction des trains express à vitesse élevée, elle se révèle mal adaptée à cet usage. Moyennant une modification de sa transmission, elle est reversée au trafic marchandises qui lui convient mieux. Elle est radiée en 1967.

## Genèse du prototype
En 1920, la Compagnie des chemins de fer de Paris à Lyon et à la Méditerranée envisage l'électrification de la ligne de la Côte d'Azur en courant continu à la tension de 1,5 kV. La compagnie décide l'année suivante de réaliser au préalable un essai sur la ligne de Culoz à Modane (ligne de la Maurienne). Sa longueur raisonnable, son trafic moyen, la proximité de sources d'énergie hydroélectrique et ses fortes rampes constituent un champ d'expérimentation idéal pour la définition du matériel de traction.
Le PLM commande pour cela, à partir de 1922 quatre prototypes et une courte série de locomotives de vitesse pour les trains rapides de voyageurs. Pour la traction des trains de marchandises en priorité et des rames de voyageurs omnibus en appui, le PLM commande auprès de trois constructeurs trois modèles différents de locomotives, à raison d'un exemplaire de pré-série et de neuf exemplaires de série pour chacun d'entre eux. Parmi ces derniers, la 161 BE 1, premier exemplaire de la future série des 1ABBA1 3600, s'avère particulièrement réussi. Le PLM demande donc à ses constructeurs d'en étudier une version adaptée à de plus grandes vitesses : c'est le prototype 161 AE 1, conçu pour circuler à 100 km/h.
Toutes les locomotives commandées pour assurer la traction électrique de la ligne de la Maurienne reçoivent le surnom de « Dinosaures du PLM ».

## Description

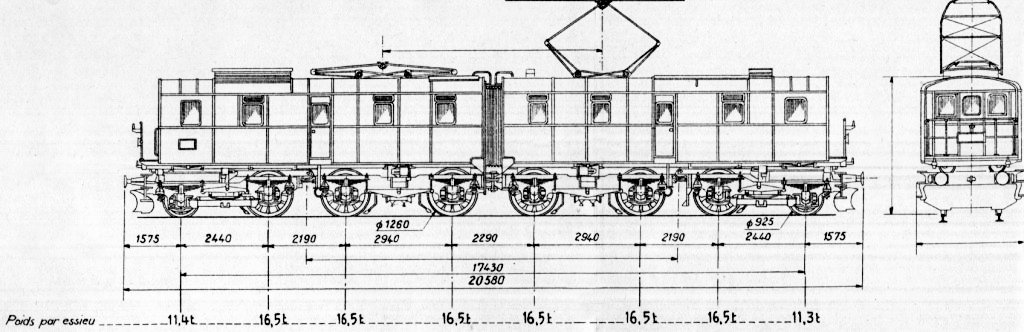
Diagramme de la 161 AE 1.

En raison de son origine, cette locomotive est très proche des 1ABBA1 3600, partageant la même architecture et la même motorisation.
Elle est composée de deux demi-locomotives attelées en permanence. Chaque demi-locomotive repose sur deux trucks reliés l'un à l'autre ; l'un possède un essieu porteur vers l'extrémité de la machine et un essieu moteur vers l'intérieur, et l'autre comprend deux essieux moteurs.  Attelages et tampons sont solidaires des trucks extrêmes.
L'accès aux cabines de conduite se fait par une porte unique percée dans chaque face frontale et donnant sur une plateforme aménagée à chaque extrémité de la locomotive, une intercirculation avec un soufflet assurant la communication entre les deux demi-engins qui sont traversés par un couloir central.
L'alimentation en courant électrique se fait par la caténaire par l'intermédiaire de deux pantographes en toiture (un sur chaque demi-locomotive, près de l'articulation) ou par un troisième rail latéral, spécificité de la ligne, grâce à des frotteurs installés aux quatre angles de la locomotive, au niveau des essieux porteurs. Les six moteurs Alsthom TH-562, un par essieu, fonctionnant à la tension maximale de 750 V, peuvent être alimentés en série, en série-parallèle (deux parallèles de trois moteurs en série) ou en parallèle-série (trois parallèles de deux moteurs en série).
Outre le frein pneumatique à sabot, la locomotive est équipée du freinage par récupération, jugé indispensable sur les lignes à forte déclivité.

## Carrière
Cette locomotive prototype est livrée en avril 1926 mais ses performances apparaissent rapidement insuffisantes pour assurer des trains express en raison d'une tenue de voie médiocre. Très vite, elle est cantonnée à des services sur la partie la plus facile de la ligne, entre Culoz et Saint-Jean-de-Maurienne, n'allant jusqu'à Modane que pour épauler les 2CC2 3400. En 1964 le rapport d'engrenages de sa transmission est modifié, sa vitesse est limitée à 80 km/h et elle est dédiée à la traction des convois de marchandises aux côtés des 1ABBA1 3600 dont elle devient très proche techniquement. Elle assure ce service jusqu'au 1er janvier 1967 puis elle est radiée en avril suivant,.
La locomotive est démolie à Culoz.